# Jason deCaires Taylor
Jason deCaires Taylor (12 augustus 1974) is een Brits beeldhouwer.

## Leven en werk
Taylor werd geboren als zoon van een Engelse vader en een Guyanese moeder. Hij groeide op in Europa, Azië en de Caraïben. Hij kreeg zijn opleiding aan het College of Arts in Camberwell, onderdeel van het London Institute of Arts, waar hij in 1998 afstudeerde met een BA Honours in beeldhouwkunst en keramiek. Hij leerde als kind in Maleisië duiken en is een gediplomeerd duikinstructeur. Hij won diverse prijzen als onderwaterfotograaf.
Taylor werd in zijn vroege werk als beeldhouwer geïnspireerd door Christo, Richard Long en Claes Oldenburg. Hij werkte aanvankelijk aan land, sinds 2006 maakt hij vooral sculpturen die onder water worden geplaatst. Hij maakt daarvoor afgietsels van mensen en voorwerpen. De betonnen beelden en beeldengroepen krijgen een plaats op de bodem van de oceaan, waardoor hij kunstmatige riffen creëert.

## Onderwaterkunst
Taylor is geïnteresseerd in hoe objecten veranderen door hun omgeving. Zijn onderwatersculpturen verliezen steeds meer hun menselijke gedaante, doordat zij begroeid raken met sponsen, manteldieren en koraalpoliepen en vullen zo het ecosysteem aan. Door duikers toegang te geven tot zijn werk, hoopt Taylor dat natuurlijke koraalriffen worden ontzien en tijd krijgen te herstellen.
In 2006 startte Taylor het 'Molinere Underwater Sculpture Park' voor de westkust van Grenada, het eerste beeldenpark onder water. Hij plaatste zijn beelden tot op een diepte van 12 meter. Het eerste kunstwerk Grace reef (2006) bestaat uit zestien vrouwfiguren die op de bodem van de zee liggen. Een ander werk Vicissitudes / Wisselvalligheden (2007) bestaat uit 26 kinderen die in een kring staan. In totaal werden in de Molinere Bay meer dan 60 sculpturen geplaatst.
Voor zijn woonplaats Canterbury maakte Taylor het werk Alluvia (2008), een verwijzing naar het schilderij Ophilia van John Everett Milaise. Het bestaat uit twee afzonderlijke vrouwenfiguur, van beton en gerecycled glas, die worden verlicht. De figuren reageren op de stroming van het water en fungeren als een milieubarometer in de rivier door te wijzen op de waterkwaliteit van het bedrag van de groei van algen.
In 2009 werd 'Museo de Arte Subaquactico' (MUSA), een museum voor onderwaterkunst, voor de kust van Cancun opgericht, met financiële steun van de Mexicaanse regering. Sinds november 2010 is het opengesteld voor publiek. In een gebied van meer dan 400 vierkante meter worden hier, net als in Molinere Bay, beelden op de oceaanbodem geplaatst. Op sommige sculpturen, waaronder La Jardinera de la Esperanza / Tuinman van de hoop (2009), is bij plaatsing al koraal aangebracht, om de groei daarvan te bevorderen. Meest opvallend werk in Cancun is La Evolución Silenciosa / Stille evolutie (2010), dat bestaat uit 403 levensgrote mensfiguren op acht meter diepte.